# Бреди
Бре́ди — селище (до 1992 — селище міського типу), адміністративний центр Брединського району Челябінської області Росії. Розташоване на півдні області, за 400 км на південь від Челябінська, на річці Синташта (притока Тоболу). Залізнична станція на лінії Челябінськ — Орськ.
Населення 8792 особи (2021), у складі Брединського сільського поселення — 10500 осіб.

## Історія
Засноване у 1843 році як опорний пункт (військове поселення) Оренбурзького козацького війська під назвою Пост № 13 Новолінійного району, пізніше названий на честь перемоги російських військ над французами в 1813 році поблизу міста Бреда (на півдні Нідерландів).

## Населення
Населення — 9468 осіб.
| 1959   | 1970    | 1979  | 1989    | 2002    | 2010  |
| ------ | ------- | ----- | ------- | ------- | ----- |
| 14 311 | ▼10 209 | ▼9334 | ▲10 104 | ▲10 526 | ▼9468 |

## Економіка
У Бредах існували комбінат з виробництва будівельних матеріалів, ремонтно-технічне підприємство, маслоробний завод, центральна садиба, 1-е відділення Брединської державної сортовипробувальної станції, а також інші підприємства.

## Ресурси Інтернету
- Офіційний сайт адміністрації [Архівовано 16 січня 2021 у Wayback Machine.](рос.)